# Mosquer pit-rogenc
El mosquer pit-rogenc (Empidonax fulvifrons) és un ocell de la família dels tirànids (Tyrannidae).

## Hàbitat i distribució
Habita boscos subtropicals i de pins i bosc de rivera a les terres altes del sud dels Estats Units, des del sud-est d'Arizona, oest de Nou Mèxic, cap al sud, a Mèxic al nord-est de Sonora, Chihuahua, Durango, Zacatecas, oest de Nuevo León i San Luis Potosí cap al sud fins al centre d'Hondures.